# Vava
Vava (serbisch-kyrillisch Вава) ist ein Dorf in der Opština Babušnica mit 222 Einwohnern in 2011. Laut Zensus von 2002 sehen sich alle Bewohner als Serben.